# Kristina Mah
Kristina Mah, née le 31 mai 1983 à Manille, est une karatéka australienne. Elle a remporté la médaille d'or en kumite moins de 61 kg aux championnats du monde de karaté 2010 à Belgrade.